# جارویی آب‌شش

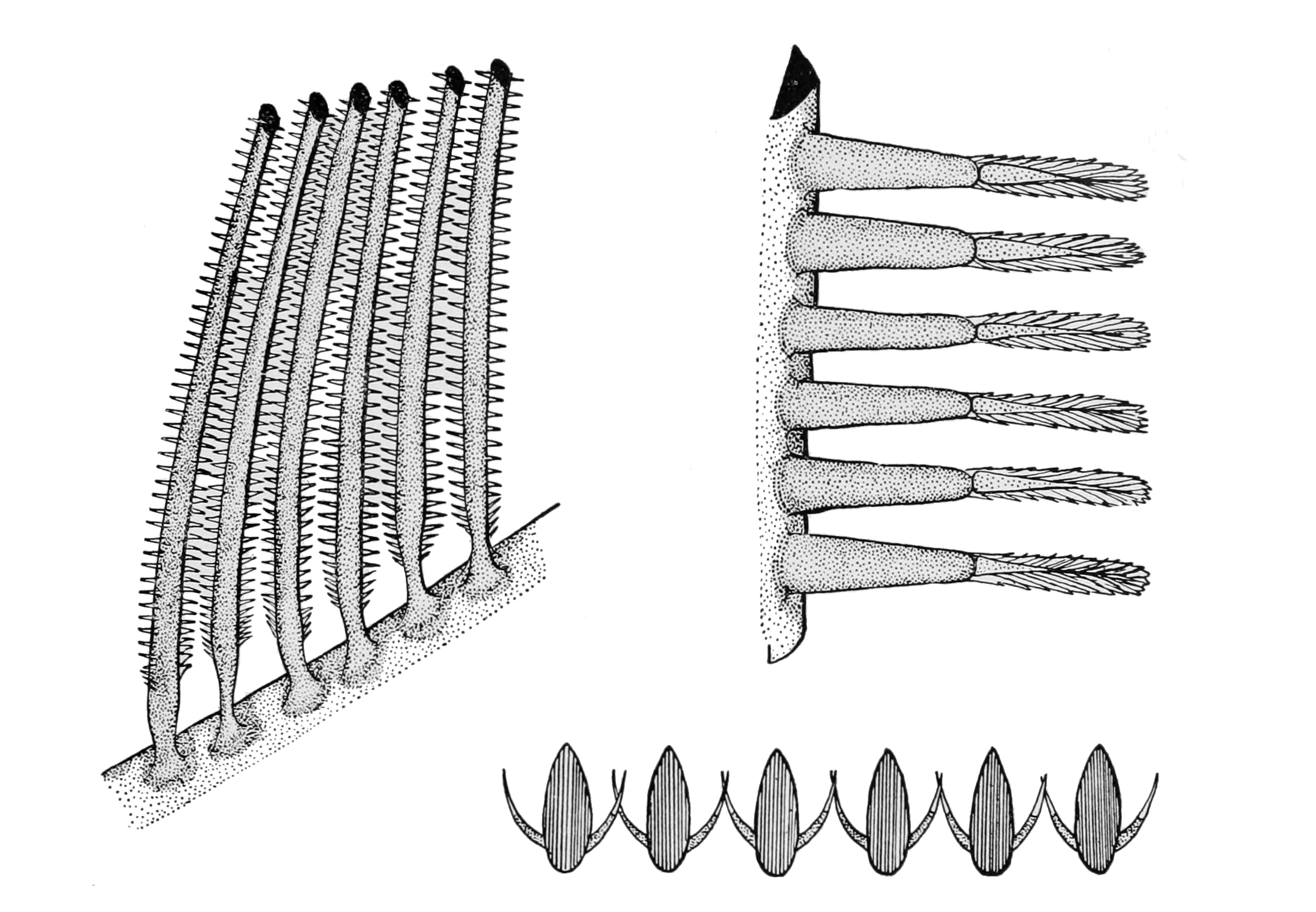
جارویی‌های آب‌شش.

در آبزیان به زائده‌های استخوانی یا غضروفی که از کمان آب‌ششی بیرون آمده و برای به تله انداختن طعمه‌های ریز و مواد غذایی کاربرد دارد، جارویی آب‌شش (انگلیسی: Gill raker) گفته می‌شود. 
جارویی آب‌شش را نباید با رشته‌های آبششی که بخش گوشتی آب‌شش را تشکیل داده و برای تبادل گاز استفاده می‌شوند، اشتباه گرفت. جارویی‌های آب‌شش معمولاً در ردیف‌های دوتایی از سمت پشتی و جلوی هر یکی از کمان‌های آبششی بیرون زده‌اند. تعداد، شکل و فاصله جارویی‌ها بسیار متفاوت است. این زائده‌ها به وسیله شکل خود از رد شدن ذرات غذایی جلوگیری کرده و تغذیه پالیده‌خواران را فراهم می‌آورند.